# Los abandonados
Los abandonados es una película de terror española dirigida por Nacho Cerdá y protagonizada por Anastasia Hille, Karel Roden y Carlos Reig y estrenada en el 2006.

## Argumento
La película se inicia en una granja rusa en 1966. En ella, una familia presencia que una furgoneta con una mujer herida se estrella en sus tierras. En el asiento de al lado, lloran dos bebés gemelos.
Más de 40 años después, Marie (Anastasia Hille), una productora de cine norteamericana, regresa a su país de origen, Rusia, tras recibir noticias del extraño fallecimiento de su madre, a quien nunca había llegado a conocer debido a que fue adoptada y había emigrado con su nueva familia a Estados Unidos cuando todavía era una niña.
Allí le comunican que su madre le había heredado una vieja granja aislada situada en las montañas donde residió sus últimos años por misteriosas razones. Aunque los lugareños le piden que venda la granja y se aleje de aquel lugar, debido a la existencia de la leyenda de que está maldito, ella decide investigar su propio pasado y el de su madre.  Marie consigue que un hombre (un extraño individuo que se considera su guía profesional), que poseía un camión, la lleve hacia la granja a través del monte.
Sin embargo, al llegar a la granja, el camión sufre un percance tras el cual su conductor desaparece misteriosamente. Aislada, Marie se ve obligada a pasar la noche en aquella granja abandonada. Allí se vio atacada por una figura similar a ella misma pero con su ropa mojada. Sin embargo, logra huir de ella. Luego, aún en la granja, descubre la presencia de otro individuo que la vigila entre las ruinas y que le indica que es su hermano gemelo, Nikolai, habiendo sido separado de ella cuando ella fue adoptada siendo un bebé. Tras ser casi atacados (aunque lograron huir) por otras dos figuras similares a ellos, el hombre le explica que esas figuras eran ellos después de muertos: Las heridas de dichas figuras mostraban la forma en la que ellos morirían. Esas figuras tratarán de aniquilarles para llevar a cabo el destino que ellos debían haber tenido cuando eran bebés y su padre había intentado asesinarlos.  Huyendo de ellos de nuevo, el suelo bajo sus pies se rompe y Nikolai cae a la habitación inferior. La mujer logra esconderse, pero el hombre sobrevive y regresa con Marie, escondiéndose en una habitación. Sin embargo, la puerta de la habitación es destrozada por parte de estas figuras. Huyendo de nuevo de ellos, Marie y Nikolai se separan. Nikolai se reencuentra con su mujer, quien había muerto tiempo atrás, y ve la imagen de su padre dejando que sus cerdos se coman a ellos cuando eran bebés. Tras esto, los cerdos también terminan comiéndose a él de adulto, que había visto esa imagen, produciéndole las mismas heridas que la figura “clon” que intentó acabar con él. Mientras que la mujer, huyendo de su “clon”, abandona la granja y se mete en el camión con el que había llegado a ella y que misteriosamente estaba nuevamente cerca de la granja, aunque sin el conductor. Sin embargo, el coche de Marie termina cayendo en el agua, ahogándose.

## Casting
- Anastasia Hille
- Karel Roden
- Carlos Reig
- Valentin Ganev
- Paraskeva Djukelova

## Participación en festivales
"Los abandonados" participó en varios festivales, como fueron la IV Muestra De Cine Fantástico de Madrid, el Festival Internacional de Cine Fantástico de Gerardmer, el Festival de Sitges y el de Fantasporto. La película ganó en el Festival de Sitges, en la Sección oficial de largometrajes.

## Recepción
Según la página web FilmAffinity, la película recibió críticas mixtas. Así, Javier Ocaña, del Diario El País, señaló que en la película "se echa en falta, sobre todo, un empaque narrativo más solvente. (...) mantiene cierto poderío visual gracias a la fotografía. Sin embargo, el guion siempre se muestra tan caprichoso como truculento." Por su parte, Javier Cortijo, del Diario ABC, considera que la película tiene una "abundante colección de tópicos (...) al menos ofrece un estimable catálogo de imágenes con calado y realidad y pesadilla remezcladas en finas capas". FilmAffinity, basándose en las críticas de los usuarios sobre la película, le puso un 2 sobre 5 como nota media.